# Willehad
Willehad of Willehadus (Northumbrië, omstreeks 740 - Nordenham aan de Wezer, 8 november 789) was een Britse missionaris die sinds ongeveer 770 als missionaris onder de Friezen en de Saksen werkte. Hij werd de eerste bisschop van Bremen en is heilig verklaard. Zijn naam betekent de wilskrachtige strijder.

## Biografie
Willehad werd opgeleid aan het hof van Ecgberht, de aartsbisschop van York. Hij werd eerst monnik bij de benedictijnen en daarna priester. Willehad was bevriend met de heilige Alcuinus. Vanaf ongeveer 772 werkte Willehad vanuit Dokkum in het noorden van Friesland. Hij was actief in het Humsterland en Drenthe, mogelijk was hij ook de eerste prediker in de stad Groningen. Vanaf 780 missioneerde hij in opdracht van Karel de Grote in de Saksische gouw Wigmodië aan de benedenloop van de Wezer. In 782 moest hij na het uitbreken van een opstand onder de Saksen vluchten. Vervolgens ging hij op bedevaart naar Rome. Aansluitend bracht hij twee jaren door in de abdij van Echternach, waar hij een nieuw team van missionarissen samenstelde.
Nadat Karel de Grote de Saksische opstand had neergeslagen en de Saksische leider Widukind in het jaar 785 was gedoopt, kreeg Willehad de mogelijkheid om zijn missiewerk te hervatten. Hij breidde zijn missiegebied uit van de benedenloop van de Wezer tot aan de benedenloop van de Elbe. In dit gebied zette hij een kerkelijke organisatie op. Op 13 juli 787 ontving Willehad in Worms de bisschopswijding. Zijn diocees werd het Saksische en Friese gebied aan de benedenloop van de Wezer. Als zijn bisschopszetel koos hij de stad Bremen. Deze stad werd voor het eerst genoemd in 782.
Hij bouwde daar een houten kathedraal, die door Ansgarius werd geprezen om haar schoonheid. Ansgarius stelde een vita (leven) van Willehad samen, in het voorwoord daarvan schreef hij dat de kathedraal voor die tijd als een meesterwerk werd beschouwd. Deze Sint-Petruskathedraal werd op Allerheiligen, 1 november 789 ingewijd.
Een week later overleed Willehad in Blexen aan de Wezer, vandaag de dag een deel van Nordenham. Hij werd begraven in de Dom van Bremen.  
Uit het jaar 860 dateert een door Ansgarius opgetekend verslag over vermeende wonderbare genezingen op het graf van Willehad, in de Dom van Bremen. Dit zeldzame document vermeldt en dateert ieder genezingswonder, met de herkomst van degene, aan wie het zou zijn geschied. In 860 reisde een ziek meisje uit Wege (Weyhe) naar Willehads graf. Zij werd klaarblijkelijk genezen door een wonder. Dit en soortgelijke berichten waren de eerste keer, dat veel dorpen in de verre omtrek van Bremen in een historisch document werden vermeld.
Willehads feestdag als heilige wordt gevierd op 8 november (zijn sterfdag). Hij wordt afgebeeld als een bisschop die een afgodsbeeld omverwerpt.

## Relikwieën
In 860 werden de relikwieën van Willehad overgebracht naar de kathedraal in Bremen. Tijdens de Reformatie gingen deze bij een brand verloren.

## Kerken
De volgende kerken zijn gewijd aan Sint-Willehad:
- Sint-Willehaduskerk (Bremen)
- Sint-Willehaduskerk (Emmer-Compascuum)
- Sint-Willehaduskerk (Stade)
- Sint-Willehaduskerk (Wilhelmshaven)
- Sint-Willehaduskerk (Wremen)

## Afbeeldingen

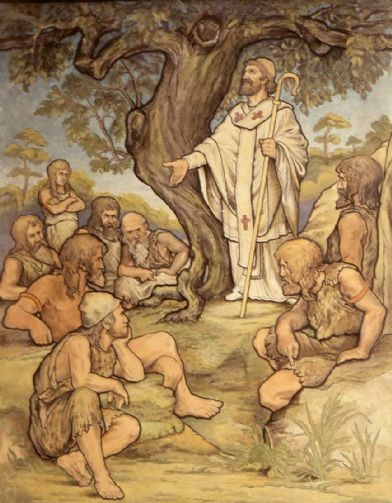
Willehad predikt
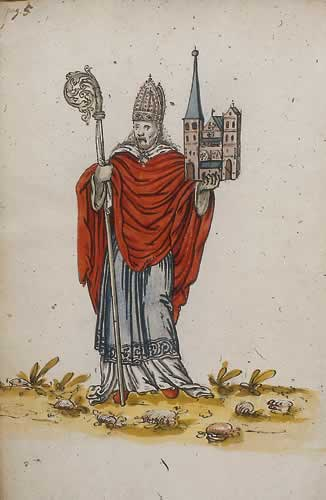

## Voetnoten
1. ↑  Campbell, Thomas, "St. Anschar." The Catholic Encyclopedia. Vol. 1. New York: Robert Appleton Company, 1907.
2. ↑  Lins, Joseph, "Bremen", The Catholic Encyclopedia. deel 2. New York: Robert Appleton Company, 1907.

- Gemeinsame Normdatei: 139144250
- International Standard Name Identifier: 0000 0000 3978 6160
- Library of Congress Control Number: n90708480
- Nationale Bibliotheek van Israël: 987007280473305171
- Nederlandse Thesaurus van Auteursnamen: 354926896
- Virtual International Authority File: 4100163
- WorldCat: E39PBJjCRx7mF4cqqdr4cbTGpP